# Nastassja Kaschtanawa
Nastassja Walerjeuna Kaschtanawa (belarussisch Настасся Валер’еўна Каштанава, auch Anastassija [Анастасія], international nach englischer Umschrift Nastassia Kashtanava; * 14. Januar 1989) ist eine belarussische Leichtathletin, die sich auf den Diskuswurf spezialisiert hat.

## Karriere
Nastassja Kaschtanawa nahm bei den Leichtathletik-Juniorenweltmeisterschaften 2008 im polnischen Bydgoszcz erstmals an einem bedeutenderen internationalen Wettbewerb teil, den sie mit erzielten 49,31 m auf dem achten Platz beendete.
Ein Jahr später belegte Kaschtanawa in der U23-Riege des Winterwurf-Europacups 2009 in Los Realejos auf der Kanareninsel Teneriffa mit 51,05 m Rang sechs, ehe sie den Winterwurf-Europacup 2010 in Arles, Frankreich, in derselben Altersklasse mit 54,65 m als Drittplatzierte abschloss. Drei Monate später wurde Kaschtanawa bei der Leichtathletik-Team-Europameisterschaft im norwegischen Bergen mit 52,78 m Achte.
Nach Erreichen des dritten Platzes im U23-Wettkampf beim Winterwurf-Europacup 2011 in der bulgarischen Hauptstadt Sofia, wo Kaschtanawa den Diskus 53,80 m weit warf, sicherte sie sich bei den bald darauf stattfindenden Leichtathletik-U23-Europameisterschaften in Ostrava, Tschechien, mit 56,25 m hinter der Deutschen Julia Harting (59,60 m) die Silbermedaille. Kaschtanawas Teilnahme bei der Sommer-Universiade 2011 im chinesischen Shenzhen endete mit 52,00 m auf Position elf.
2013 ging die Leichtathletik-Team-Europameisterschaft in Gateshead, England, für Kaschtanawa mit 56,40 m als Sechste, 2015 im russischen Tscheboksary mit 46,45 m als Zwölfte zu Ende. 2014 hatte sich Kaschtanawa in Hrodna mit 52,74 m als belarussische Meisterin feiern lassen können.